# Burgfrieden
Der Ausdruck Burgfrieden (mhd. burcvride ‚vertraglicher Friede innerhalb der Erbengemeinschaft einer Burg‘) bezeichnete im Mittelalter einen rechtlichen Sonderstatus ummauerter Stätten (Städte oder Burgen), in deren Bereich Hausrecht und Strafgewalt des Burgherren galten sowie Fehden und Friedensbruch bei rigorosen Strafen verboten waren.
In Bayern bezeichnete man als Burgfrieden den Hoheits-, Schutz-, Markt- und Gerichtsbezirk der Städte und Märkte.

## Bedeutung

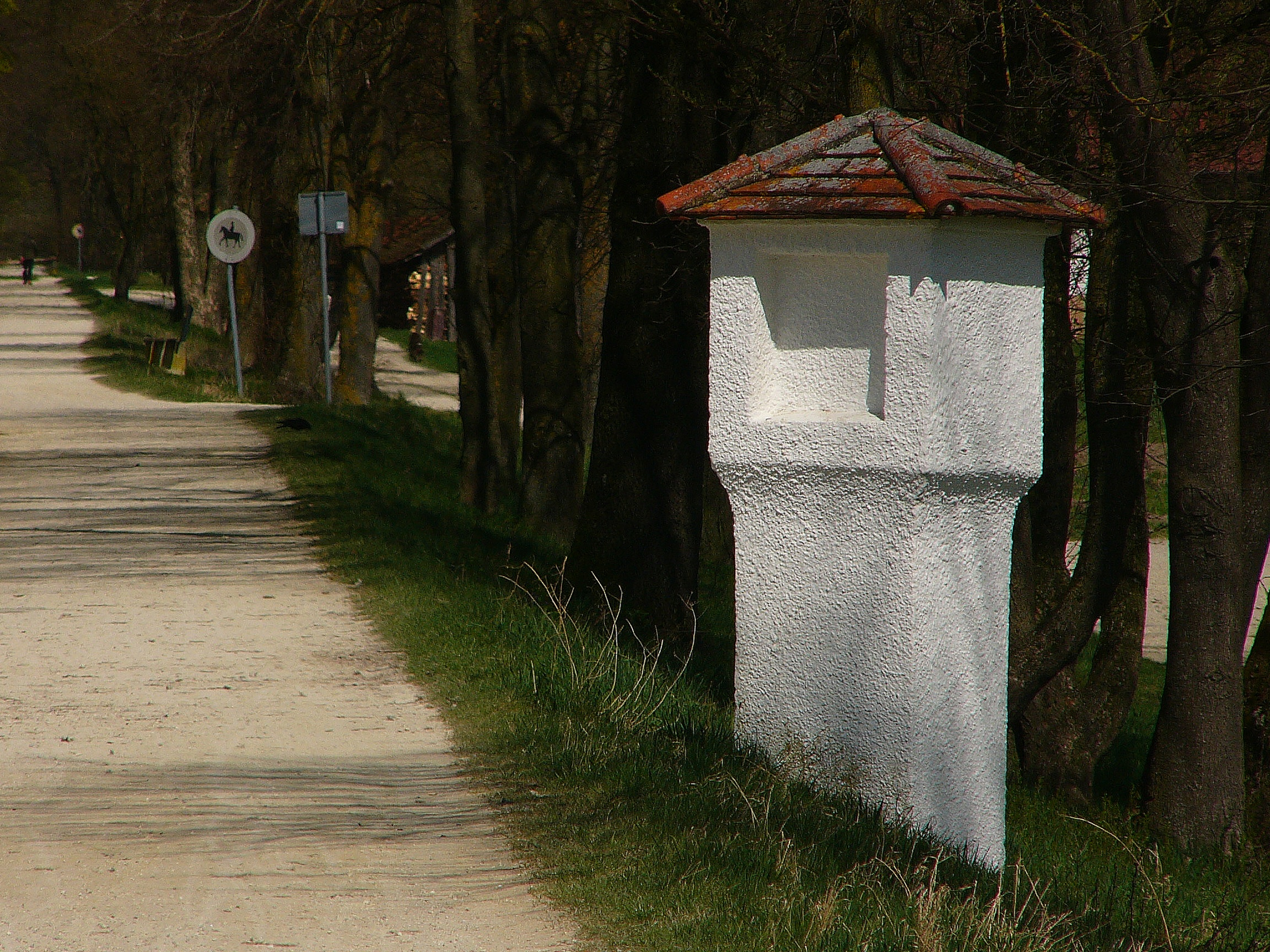
Burgfriedenssäule bei Landshut

Wenn mehrere Parteien Besitz an einer Burg hielten und somit als Burgherren galten, wurden sogenannte Burgfriedensverträge geschlossen, die kurz auch Burgfrieden genannt wurden und oft weitreichende Regelungen für das Zusammenleben auf der Burg festlegten, beispielsweise für Instandhaltung und Verteidigung oder die anteilige Besoldung der Wachmannschaften. Von besonderer Bedeutung war der Burgfrieden für Burgen, die sich im Gemeinschaftsbesitz mehrerer Teilhaber befanden (Ganerbenburg). Die Mitbesitzer (ganerben, gemeiner) schworen sich gegenseitig, im Burgbereich unkündbar Frieden zu halten, auch wenn sie untereinander in Fehde geraten sollten.
Die Gewährung von Burgfrieden durfte, besonders im Hochmittelalter, nicht verweigert werden. Bei Besuchen auf anderen Burgen, auch der eines Feindes, musste eine Fehde ruhend gestellt werden, da auch für Kontrahenten im Umkreis der Burg Burgfrieden herrschte. Der Burgfrieden konnte durch einen speziellen Fehdebrief aufgekündigt werden, etwa um die jeweilige Burg legal belagern zu können.
Der Herr der Burg konnte Personen auch Asyl gewähren und sie auf diese Weise unter seinen Schutz stellen, aber auch unter seine Hoheit zwingen.
Die Burgfriedensgrenze lag meist weit vor den Mauern. Wenn keine natürliche Abgrenzung vorhanden war, konnte der räumliche Geltungsbereich des Burgfriedens entsprechend gekennzeichnet werden, zum Beispiel mit Burgfriedenssteinen oder -säulen.